# Barão da Capelinha
Barão da Capelinha é um título nobiliárquico criado por D. Maria II de Portugal, por Decreto de 20 de Outubro de 1852, em favor de Manuel Joaquim Tavares Pais de Sousa e Andrade, depois 1.º Visconde da Capelinha.
Titulares
1. Manuel Joaquim Tavares Pais de Sousa e Andrade, 1.º Barão e 1.º Visconde da Capelinha.